# Raión de Odesa
Raión de Odesa (en ucraniano: Одеський район) es un raión o distrito de Ucrania en el óblast de Odesa. La capital es la ciudad de Odesa.
Comprende una superficie de 3922,8 km².

## Demografía
Según estimación 2021 contaba con una población total de 1 380 393 habitantes.

## Otros datos
El código KAOTTG es UA51100000000095786. El código postal 35301 y el prefijo telefónico +380 3620.